# Années 610 av. J.-C.
Les années 610 av. J.-C. couvrent les années de 619 av. J.-C. à 610 av. J.-C.

## Événements
- 619-613 av. J.-C. : règne de Zhou Qingwang, septième roi des Zhou Orientaux en Chine[1].

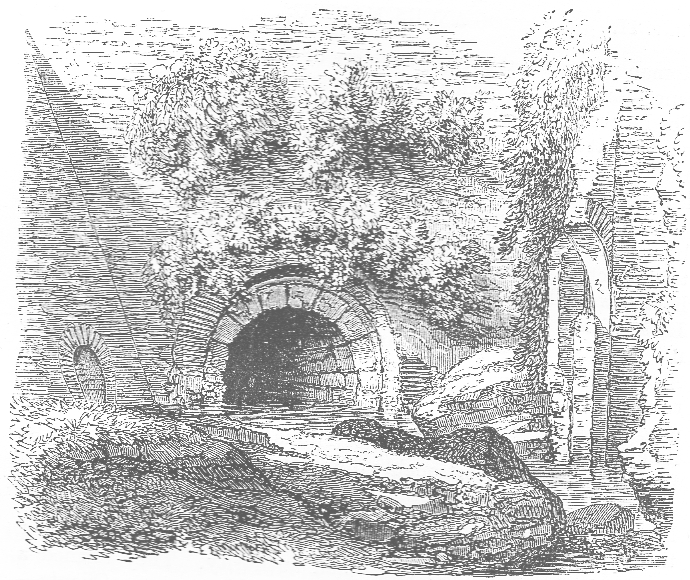
Cloaca Maxima.

- 616-578 av. J.-C. : règne de Tarquin l'Ancien, roi de Rome[2].
- 616 av. J.-C. : offensive du roi de Babylone Nabopolassar contre les Assyriens, qui sont battus vers Harran puis à Arrapha. Nabopolassar contrôle la Mésopotamie centrale et s’intéresse à la moyenne vallée de l’Euphrate, au Khabur et aux régions levantines que les Assyriens ne dominent plus. Il tente d’assiéger Assur, mais sans succès[3].
- Vers 616-614 av. J.-C. : tumulus du Magdalenenberg, près de l’habitat du Kapf, en Forêt-Noire (mines de fer), le plus grand de l’époque (100 mètres de diamètre). Datée par la dendrochronologie vers 616[4] ou 614 av. J.-C.[5], la chambre funéraire a été éventrée et pillée 37 ans plus tard. La tombe primaire, au centre, est généralement celle du prince. Construite en rondin, elle est entourée de tombes secondaires, celle des proches ou de la famille, aménagées pendant une ou deux générations.
- 615 av. J.-C. : à la fin de l’année, les Mèdes envahissent l’Assyrie et s’emparent d’Arrapha[3].
- 615-610 av. J.-C. : règne de Sadyatte, roi de Lydie[3] (ou 624-610 av. J.-C.).
- 614 av. J.-C. : au cours de l’hiver, les Mèdes marchent vers la ville de Ninive mais ne peuvent la prendre. Ils s’emparent de Tarbisu, puis tombent sur Assur, qui est prise. Nabopolassar, arrivé trop tard pour participer à la victoire, rencontre Cyaxare sous les murs d’Assur. Les deux rois s’allient contre l’Assyrie (mariage de Nabuchodonosor et d’Amytis, fille de Cyaxare) et prennent Nimrud qui est mise à sac et détruite[3].
- 613-591 av. J.-C. : hégémonie de Chu en Chine pendant le règne du roi Zhuang, qui annexe 26 États[6]. Le royaume de Chu procède plus souvent que ses prédécesseurs à des annexions de cités et de territoires, considérées longtemps comme une impiété majeure, et a moins souvent recours aux serments. Ces annexions sont cependant réalisées par un triomphe solennel et des sacrifices : lorsque Chu détruit, en 531 av. J.-C., la petite cité de Cai, au Henan, il estime nécessaire de sacrifier aux montagnes le prince héritier[7].

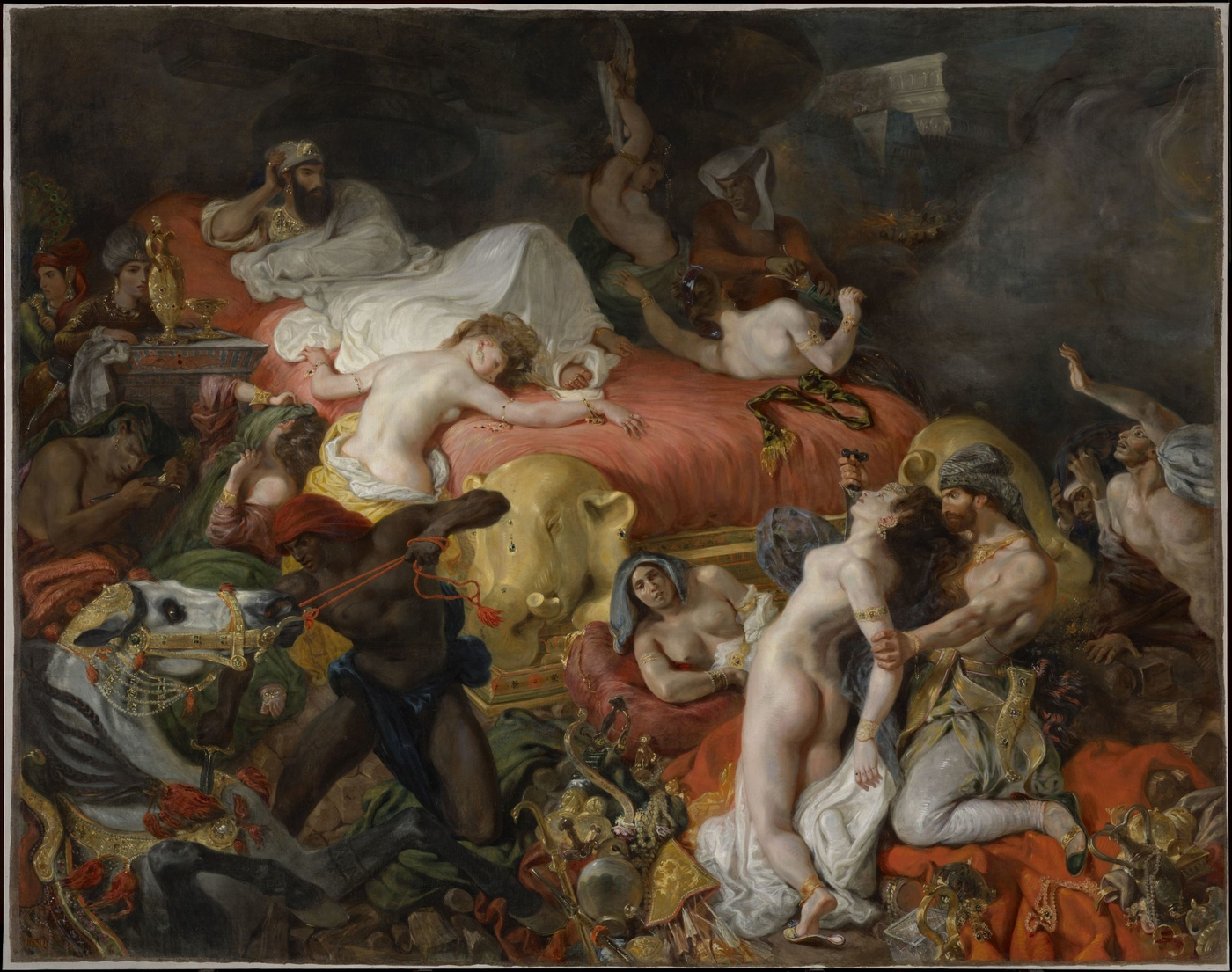
La Mort de Sardanapale, d'Eugène Delacroix, 1827, représentant la légende de la chute de Ninive rapportée par Ctésias.

- 613 av. J.-C. : Nabopolossar, roi de Babylone, se retire sur sa capitale face à la résistance des Assyriens à 'Anat sur le moyen Euphrate[3].
- Juillet-août 612 av. J.-C. : la coalition des Scythes, des Mèdes, des Chaldéens et des Babyloniens prend Ninive, qui est pillée et détruite après trois mois de siège. L’empire assyrien n’est plus. Après la mort de Sin-shar-ishkun, un de ses officiers prend le pouvoir sous le nom d’Ashur-ubalit. Il s’enferme dans Harran avec ce qui reste de l’armée et quelques troupes égyptiennes[3]. C’est la supériorité des cavaliers Scythes et Mèdes sur l’infanterie lourde qui a pu entraîner l’effondrement de la puissance militaire des Assyriens.

- 612-607 av. J.-C. : règne de Zhou Kuangwang, huitième roi des Zhou Orientaux en Chine[1].

- 612 av. J.-C. : Athènes prend Salamine à Mégare[8].
- 611 av. J.-C. : première observation datée de la comète de Halley en Chine dans les Annales des Printemps et Automnes[9].